# アクエリアンエイジ オルタナティブ
『アクエリアンエイジ オルタナティブ』は、タイトーが2007年に発売したアーケード用オンラインゲーム。同名のトレーディングカードゲーム『アクエリアンエイジ』が原作である。
2011年2月28日午前6時をもってすべてのネットワークサービスを終了しているため、稼働中の店舗があったとしても、プレイできるモードは限られている（詳しくは後述）。

## 筐体
他のカード対戦ゲームに対する本作品の筐体の特徴として、ゲーム画面に加えプレイスクリーン（カードを動かす部分）にも画像が表示される点が挙げられる。これはプレイスクリーン下からプロジェクターにより画面を投影することにより行われている。また、カードは裏表別に認識するため、アクションに「裏返す」という動作がプラスされている。
ゲーム画面
主画面。各種情報（プレイ状況・HP（MB及びキャラクター毎）・タイム・エナジー・登録カード情報等）及びプレイ状況が表示される。
プレイスクリーン
カードを動かし操作する場所。カードの場所・向き・移動方向・攻撃範囲等が表示される。
ジョイスティック
主にゲーム開始前の各種選択に使用する。なおゲーム中に操作することで挑発が可能（ただし、相手方には挑発のアクションは表示されない）。
ダッシュボタン
このボタンを押すことで、操作しているカードを一時的に速く前進させることができる。なお、ダッシュを行うと一定時間内は再度ダッシュできない。
なお、ゲーム開始前は決定ボタンとして機能する。
バトルセンス発動ボタン
エナジーゲージをフル（10ゲージ）にするとバトルセンスを発動することができる。その発動ボタン。
なお、ゲーム開始前はキャンセルボタンとして機能する。
NESYSカードリーダー部
プレイ時に専用NESYSカードをここに置き、データの読み書きを行う。
なお、最初の1度のみ認証を行えばよい（ゲーム中及びコンティニュー時に置いてある必要はない）。

## カード

### 使用するカード
このゲームで使用するのは以下の4種類のカードである。
なお、NESYSカード以外のカードは、裏表や向きを認識できるよう、特殊印刷・加工を施している。
- マインドブレイカーカード: マインドプレイカー(MB)。すなわち主人公のカード。必ず1枚必要だが、カード自体にはIDが登録されない。また、このカードに限り表裏は関係ない（裏表の認識自体はされており、ロケテスト時代はエナジー生成の為に裏返す必要があった）。ブースターパックからは排出されず、スターターもしくはプロモーションカードとして入手するしかない。
- キャラクターカード: 1対戦で5枚まで登録できる。一定の条件下、裏返すことでカードごとに設定された「スキル」を発動できる。
- オルタレーションカード: 1対戦で2枚まで登録できる。強力な分、エナジーの消費が激しい上、1度しか使用できない（プラクティスモードに限り、無制限に使用できる）。
- 専用NESYSカード: ICカードであり、プレイヤーの識別・認証用で、対戦には使用しない。

なお、キャラクターカード、オルタレーションカードは以下の6勢力に分けられる。
- E.G.O.
- 阿羅耶識
- WIZ-DOM
- ダークロア
- 極星帝国
- イレイザー

これらの勢力は、本家アクエリアンエイジに準拠している。

詳細についてはアクエリアンエイジを参照。

### カードのレアリティ
カードのレアリティは、カードNo.横に星の数で示されている（ただし、プロモーションカードには記されていない。アクエリアンエイジのパックに含まれているカードもプロモーション扱いなので、それがレアであってもレアの表記及びホログラム加工はされていない）。
- （無印）：C（コモン）・普通
- ★：UC（アンコモン）・やや高い（カードの枠の色が変わっている）
- ★★：R（レア）・高い（カードにホログラムが施されている）
- ★★★：SR（スーパーレア）・かなり高い（カードにホログラムが施され、エナジー・パワー・スピードの数字が金メッキになっている）

なお、今作ではレアリティの高いカードも比較的出やすくなっている。

### カードのイラスト
カードのイラストは、カードゲーム「アクエリアンエイジ」のイラストを流用。

## 登録
1. メインステーションでスターターパック（500円）を買う。
2. 初回プレイ時に、MBのアバターを設定する（アバターはメインステーションで変更できるが、性別・名前は変更不可）。
3. また、パスワードを設定する。これはPC・携帯等からマイルーム機能を使用する際の仮パスワードとして使用する。

専用NESYSカードは当初、100回までの使用回数制限があった。回数切れのときは、メインステーションで新しいNESYSカード（300円）を買い、引き継ぐ必要があった。のちに専用NESYSカード出荷終了に伴い、使用回数制限は撤廃された。また、現在はネットワークサービス終了のため、NESYSカードを使ったプレイデータの記録はできなくなっている。

## プレイモード
プレイモードは以下の7つ。なお、ネットワークサービス終了に伴い、現在は「店内対戦」「チュートリアルプレイ」「シングルプレイ」の3つのみプレイできる。
全国対戦
NESYSでつながれたプレイヤーとリアルタイムで対戦する。対戦相手は、自分とランクの近いプレイヤーとなる。プレイヤーが見つからない時は、NPC（コンピュータ）との対戦になるが、プレイ中にマッチング相手が見つかった場合は、全国対戦に切り替わる。
店内対戦
店内のプレイヤーと対戦する。プレイヤーが見つからない時は、NPCとの対戦になるが、プレイ中にマッチング相手が見つかった場合は、店内対戦に切り替わる。
フレンド対戦
同じ4桁の番号を指定した相手、同じチーム内の相手、同じ地域エリア内の相手というように、特定の範囲を選んでその中で対戦する。プレイヤーが見つからない時は、NPCとの対戦になるが、プレイ中にマッチング相手が見つかった場合は、フレンド対戦に切り替わる。
チュートリアルプレイ
カードやルールについての説明を受けながら、NPCとの対戦をする。
シングルプレイ
NPC(コンピュータ)との対戦をする。NPCは、難易度の低い順から「プラクティス」「リーダークラス」「ヴァンガードクラス」「マスタークラス」「オーバーロードクラス」「ガバナークラス」「モナーククラス」「オーバーゴッドクラス」の8つであり、NPCのタイプも「ランダム」「スピード」「シュート」「パワー」の4つから選べる。プラクティスは特別なモードで、CPUが無抵抗な他、エナジー及びオルタレーションカードが使い放題となっている練習用モードである。
アクエリアンテイル
アクエリアンエイジの世界を体感できるストーリーモード。まず、どの勢力の話をプレイするかを選び、その後コンピュータの操作する相手と1話につき1回の戦闘を行って勝利することでストーリーを進めていく。話によってプレイヤーがMBとなった理由が変わるほか、他の勢力の内容がクロスオーバーしていることもある。
ストーリー概要
*E.G.O.：交通事故にあったことが原因でMB能力に目覚めた主人公はE.G.O.の代表斎木に見出され彼の頼みでかつて彼とともに戦ったMBを探すことに。そしてその手がかりを得るためかつての仲間を訪ねていく･･･。
*阿羅耶識：阿羅耶識を守る生き霊となった厳島美鈴に見出されMB能力に目覚めた主人公は現阿羅耶識代表である美鈴の妹、厳島美春のボディーガードをすることに。しかし、主人公の能力をいぶしがる警備部の各務柊子は彼を鍛えるために各組織のエースたちと模擬戦をやるよう指示する･･･。
*WIZ-DOM：MBにしてWIZ-DOMの魔法学校を首席で卒業した主人公。そんな彼にステラ・ブラヴァツキは錬金術師クラリス・パラケルススの元へおつかいに行くよう指示を出す･･･。
*ダークロア：ひょんなことから鈴鹿御前に見初められたMBの主人公。彼の使命はアシュタルテー、鈴鹿御前、ディーヴィを護衛すること。しかし彼女達の元へ偶然極星帝国のエルジェベートがやってきたことから物語は思わぬ方向へ発展する･･･。
*極星帝国：極星帝国に生まれMBの能力に覚醒した主人公。ある日彼は姫将軍レイナ・アークトゥルスとともに任務を遂行していたがひょんなことから同行していたエルジェベートとはぐれてしまう･･･。
*イレイザー：偶然イレイザーの水をつかさどる天使ガブリエルに見初められMBとなった主人公。彼女の頼みで風をつかさどる天使ラファエルを探すことに。しかしその最中WIZ-DOMの幹部ポーラ・ウァレンティヌスを保護しさらに暴走したダークロアの吸血鬼である夜羽子・アシュレイに追われたことから思わぬ方向へと動いていく･･･。
イベントプレイ
全国イベント開催期間中のみ表示される、特殊な条件下で相手のランクを問わずに全国対戦ができるモード。イベント参加者にはイベント内の成績に応じてカスタムポイントや称号が与えられる。なお、過去に開催されたイベントは以下の通り。
- 『ベストバランスを探せ!3勢力限定戦!!』

開催期間：2007年4月25日〜5月8日
カード登録時に必ず3勢力で登録する特別ルール戦。
- 『キャラか、オルタか!?カード総数5枚以下限定戦』

開催期間：2007年7月3日〜7月16日
使用できるカードはキャラクターとオルタレーションカードあわせて（MBカードは除く）5枚のみ
- 『小良く大を制す!低コストカード限定戦!!』

開催期間 2007年8月21日〜9月3日
キャラクターカード／オルタレーションカード共に、ブレイク／発動に必要なエナジーが3以下のカードのみ登録可能
- 『全てのカードを使いこなせ!!6勢力限定戦!!』

開催期間 2007年10月19日〜11月1日
カード登録時に必ず6勢力（オルタレーションカードは1枚のみ）で登録する特別ルール戦。
- 『頂点に立つものは!!ガールオブザトップ!!』

開催期間 2007年11月22日〜11月25日
キャラクターを全て女性キャラクターで登録しなければならない特別ルール戦。
- 『縁の下の力持ち!!コモン、アンコモン限定戦!!』

開催期間 2007年12月3日〜12月16日
カード登録時に必ず全てレアリティがコモンまたはアンコモンのカードで登録する特別ルール戦。なお、たとえコモンであっても、PRカードはマインドブレイカーを除きすべて使用不可。
- 『はじめから全速力!!初期エナジー増幅戦!!』

開催期間 2008年1月8日〜1月20日
各勢力合わせて通常は3溜まっている初期状態のエナジーが10に増える特別ルール戦。
- 『最強の魔道士は誰だ!!WIZ-DOM限定戦!!』

開催期間 2008年2月8日〜2月17日
カード登録時に勢力がWIZ-DOMのカードのみで登録する特別ルール戦。
- 『ここは過去の世界!?三つ巴の争い!!』

開催期間 2008年3月14日〜3月30日
初回プレイ時に阿羅耶識、WIZ-DOM、ダークロアの3つの勢力から1つを選択。
それぞれのプレイヤーは選択した勢力のカードのみで登録し、勝率の高い勢力を選択したプレイヤーにのみ称号が与えられる特別ルール戦。
なお、このルールはアクエリアンエイジの公式ストーリー内において上記3勢力が古代から争っていたという設定（E.G.O.、イレーザー、極星帝国は新参者という設定）が元になっている。
- 『数か質か!?コスト合計10限定戦!!』

開催期間 2008年5月7日〜5月25日
キャラクターとオルタレーションカードのコストの合計が10以下で登録しなければならない特別ルール戦。
- 『はじめから全速力!!初期エナジー増幅戦!!』

開催期間 2008年6月30日〜7月6日
各勢力合わせて通常は3溜まっている初期状態のエナジーが10に増える特別ルール戦。
2008年6月1日〜6月15日に実施したイベントリクエストアンケートで、1位になったイベントが再び開催された。

## ルール
2ラウンド先取制。1ラウンドの制限時間は99秒。以下の場合にラウンド勝利となる。
1. 敵MBのヒットポイント(HP)をゼロにした時。
2. 時間切れの時点で自MBのHPの残量が敵MBのそれより多い時。

時間切れの時点で両MBのHPが同値で残っていた場合は引き分けとなり、双方が1ラウンド勝利した扱いとなる。
引き分けによって双方が同時に2ラウンド取った場合はゲーム自体引き分けとなる（記録上は引き分けだが、ゲーム自体は双方負けとして扱われる）。

## ゲームの進行

### ゲーム開始から終了までの流れ
1. コインを投入し、NESYSカードをカードリーダーに読み込ませる。
2. プレイモードを選ぶ。
3. カードをプレイスクリーンに置いて登録する。登録可能なカードの枚数はカードを参照。
4. 対戦相手が見つかると、相手のカードをチェックすることができる。
5. バトルセンスを選ぶ。バトルセンスを参照。
6. ゲームスタート。自分か相手のいずれかが2ラウンド先取すると1ゲーム終了。
7. 1ゲーム終了後、カードが排出される（排出しない設定もある）。

- なお、全国対戦で勝利した場合には、次に負け（引き分けを含む）たときか、3連勝した時点でまとめてカードが排出される。この場合、コンティニューの必要があるが、その際のクレジットも1回ごとに100円ずつ安くなる（ボーナスコンティニュー）ことが多い（店側の設定による。店によってはコンティニュー自体不可の場合もある）。

全国対戦のコンティニュー時には、登録カードの変更はできない。
- 2007年6月のアップデートより、シングルプレイ・アクエリアンテイルにおいても1度のみボーナスコンティニューが可能となっている。この際にもカードは2戦終了時にまとめて排出される。
- 店内対戦および、フレンド対戦にはボーナスコンティニューが適用されない。

### ゲーム(ラウンド)の概要
基本的には、MBカードとキャラクターカードの鬼ごっこである。最終目的は相手MBを攻撃し、HPをゼロにすることである（タイムアップの場合に限り自MBのHPが相手のMBのHPを上回っていれば勝ちである）。
- ラウンド開始時にはMBのみ表示されている（基本はプレイスクリーンにMBカードのみを置いた状態でスタートする）。
- MBは逃げ回ることしかできないため、相手に攻撃を仕掛けるもしくは自MBを防御するためにキャラクターカードをブレイク（召喚）する必要がある。

キャラクターカードをブレイクするためには、キャラクターカードの勢力のエナジーゲージをカード毎に設定されたコスト以上貯めることが必要。(ブレイク時には属する勢力のエナジーをキャラクターのコスト分消費する)エナジーについてはエナジーを参照。
同時にブレイク可能なキャラクターは3枚までである。
- プレイスクリーン上でMBカードやキャラクターカードを動かすと、画面上(メイン画面及びプレイスクリーン)のMBやキャラクターも動く。

ただし、画面上のキャラクターは移動力相当のスピードでしか移動しない。
ちなみにMBの初期移動力は3相当である。
また、スキルへの接触や攻撃により画面上のキャラクターは弾かれることがあるため、必ずしもカードの移動場所へ移動するとは限らない。
- プレイスクリーンでキャラクターの前に表示されている半円状の範囲に相手キャラクター、もしくは相手MBが入ると直接攻撃を始める。また、キャラクターが相手の後ろにいると“バックアタック”となり、より大きなダメージを与える。

防御力の概念はない。すなわち、攻撃力の同じキャラクターが一回の攻撃で与えるダメージはどのキャラクターに対しても同じである。
ただし、相手から受けるダメージも相手の攻撃力に比例するため、同HPで正面から1対1で攻撃し続けた場合、当然攻撃力の上回るキャラクターが生き残る。
攻撃に要する時間は移動速度に比例するため、同HPかつ同攻撃力で正面から1対1で攻撃し続けた場合、移動速度の上回るキャラクターが生き残る。
- キャラクターのHPがゼロになると、そのキャラクターはバトルフィールドから除外され、一定時間再ブレイクできなくなる。

またHPがゼロになった時点でプレイスクリーンからキャラクターカードを取り除く必要がある。
プレイスクリーンからキャラクターカードを取り除くまで再ブレイク可能までのカウントダウンは始まらない（該当するキャラクターカードを移動すると一度取り除いたと見なされる）。
- 基本的にキャラクターカードを裏返すと、スキルが発動する。スキルを参照。

常時スキルまたは自動発動スキルのカードを除く。
また、（常時スキル及び移動系スキル以外の）スキル発動中はカードは移動できない。移動するためにはカードを再度裏返し、スキルの発動を終了する必要がある。
カードは、ブレイクするときに置いた状態が表で、その逆が裏である。裏表間違えて置いた場合は、キャラクターが撤退するまで表裏が逆になる。
- 所属勢力の必要エナジーが貯まった状態でプレイスクリーン上にオルタレーションカードを置くと、オルタレーションカードの効果が発動する（コスト分のエナジーを消費する）。

オルタレーションカードの使用は1ゲームにつき1回である（1ラウンドではないことに注意）。
置いた場所がオルタレーション発動時の効果範囲に影響するので注意。
置いた（宣言した）あと、実際に発動するまで若干時間がかかる（カードにより異なる）。宣言中は上画面にカードが表示される（カードのある場所が宣言位置）。宣言した時点で「使用した」とみなされるが、宣言中のカードに対しては「スキルを消す」「オルタレーションを消す」などは効かない。また、逆に、すでに宣言は済んでいるので「オルタレーションを使用不能にする」も効かない。
- エナジーゲージの合計が10溜まった状態でバトルセンスボタンを押すと、バトルセンスが発動する。

## 用語解説

### エナジー
エナジーは、キャラクターのブレイクやオルタレーションカードの発動などに必要である。エナジーのため方は以下のとおりである。
1. 時間経過（すべての勢力のエナジーゲージにたまる）
2. キャラクター同士の戦闘（そのキャラクターの勢力のエナジーゲージにたまる）
3. マインドブレイカーを止める（攻撃を受けない限り、すべての勢力のエナジーゲージにたまる）

MBが静止中のほうが移動中より多くのエナジーを貯めることが可能である。
使用勢力が少ないほうがエナジーの溜まり方は早い。また、ゲーム開始時の初期エナジーも使用勢力が少ないほうが多くなる。

### スキル
スキルは、簡潔に言えば、そのキャラクターごとの必殺技である。アクエリアンエイジでいう、スキルとエフェクトとアビリティをすべて含めたような形である。

カードを裏返すことで、攻撃や強化などの効果を得ることができる。なお、スキル発動中は、原則としてそのキャラクターは移動することができない（例外として、突撃やワープ移動の特殊移動をスキルとするキャラクターもいる）。また、スキルの効果の範囲はそれぞれ決まっている。

スキルの発動までの時間はキャラクター毎に別に設定されている。カードによっては再発動までに多くの時間を要するカードもある。

スキルの組み合わせ、またはスキルとオルタレーションの組み合わせ次第では、思わぬ効果を得られることができる（一撃で敵マインドブレイカーを除去できるなど）。

また、キャラクターによっては常時スキル発動のカードがあり、このカードについては裏返す必要がない（キャラクターをブレイクしただけで効果を発揮する）。また、キャラクターのブレイク時、または撤退時に自動で発動するスキルもあり、これらのスキルを持つカードも裏返す必要がない。

### バトルセンス
バトルセンスは、キャラクターとMBの力を一体にした超必殺技である。強力だが、消費するエナジーの量も多いので、使うタイミングが重要。多色構成のデッキであれば、2回分以上のエナジーがあれば連発も可能。
バトルセンスには、以下の3つのタイプがある。
アタックセンス[ダメージ：★★★/難易度：★★★]
MBを前方に“アタックオーラ”を発生させて突進し、オーラに当たったキャラにダメージを与える。
判定の強さは突撃系のスキルおよびオルタレーションと同等である。したがって、それらを止めることのできるスキルおよびオルタレーションを使用すればアタックセンスも同じように止めることができる。
バトルセンスの中で唯一MBの移動を伴うため、移動目的での使用も可能。
トラップセンス[ダメージ：★★/難易度：★★]
MBとキャラクターの間に“トラップライン”を発生させて、ラインに当たったキャラにダメージを与える。
発動の条件にMBとキャラクターの位置関係が問われない唯一のバトルセンスで、（無敵時間を目的に）発動するだけならばもっとも簡単である。
シューティングセンス[ダメージ：★/難易度：★]
MBとキャラクターの前方に“シューティングエナジー”を発射させて、射線上のキャラクターにダメージを与える。
バトルセンスの選択は、ゲーム開始時の1度のみ可能である（途中変更不可）。
シューティングセンスとトラップセンスには発動時に無敵時間がつく（発動終了または敵にダメージを与えた場合に無敵時間は終了する）。この無敵時間中とアタックセンスの突撃中はダメージのほか、一部のスキルやオルタレーションの効果を受けなくなる。

## その他

### カード
各カードには以下の情報が表記されている。なお、この表裏は便宜上のもので、ゲーム中ではブレイクしたときの状態を基準に表裏が決められる。
- マインドブレイカーカード

特になし。裏表の区分もない（裏表で配色が違うが、まったく同じに扱うことができる）。
基本的にスターターパックでのみ入手可能であるが、プロモーションカードとして配布されることもある。プロモーションカード版のマインドブレイカーカードは、イラストやフレーバーテキストのみが描かれている。
- キャラクターカード

表面 キャラクターイラスト・コスト・キャラクター名・所属勢力・攻撃力・移動速度・スキル（効果・範囲）
裏面 キャラクタープロフィール・コスト・キャラクター名・所属勢力・攻撃力・移動速度・スキル（効果・範囲）
- オルタレーションカード

表面 オルタレーションカードイラスト・コスト・カード名・所属勢力・コスト・カード効果・カード範囲
裏面 アクエリアンエイジオルタナティブの柄（全オルタレーションカード共通）

### 称号
全国対戦で勝利すると、ランクポイントを獲得することができる。このランクポイントの獲得状況に応じクラス分けが行われ、自分のステータスや各種ランキングに表示される。この表示には称号と★の色・数で区分けされて表示される。称号は以下の通り。
| 称号     | ★の色と数 |
| -------- | --------- |
| Leader   | ★(銅色)   |
| Breaker  | ★★        |
| Vanguard | ★★★       |
| Dignity  | ★★★★      |
| Majesty  | ★★★★★     |
| Master   | ★(銀色)   |
| Lord     | ★★        |
| Highlord | ★★★       |
| Overlord | ★★★★      |
| Ruler    | ★★★★★     |
| Governor | ★(金色)   |
| Tyrant   | ★★        |
| Dynast   | ★★★       |
| Monarch  | ★★★★      |
| GOD      | ★★★★★     |
| OverGOD  | ★(虹色)   |

### メインステーション
メインステーションでは、以下のようなことができる。
スターターパック/NESYSカード/スリープパックの購入
アバター編集
ここでのアバターとは、画面上に表示されるMBのこと。プレイに勝利することで得られるカスタマイズポイント（以下Cpt）を用いて髪型・アクセサリー・服装等を購入し着替えることで個々人のMBに個性を持たせることができる。なお、Cptを用いて購入する物のほか携帯サイトのポイントを用いて（事実上現金による支払いと同じ）のみ入手可能なものや、メインステーションにて現金（硬貨）を支払うことによってのみ購入可能なもの、ストーリーポイント(Spt)を用いて購入するものも存在する。なお、現金で購入するアイテムは、ゲーム中に特殊効果を発揮するものとなっている。すべて単位が併記されており、その単位と異なる手段での支払いは出来ない。
なお、メインステーションのモニターでは、各種ランキングやインフォメーションを随時表示する。

### マイルーム(含む携帯サイト)
2007年6月より、マイルーム機能が公開された。マイルーム機能とはゲームと連動したものであり、アバター情報等を携帯サイト、Webサイトから参照・編集可能とする機能である。2007年8月9日に全ての機能が実装された。
マイルームで利用可能な機能
マイデータ
各種戦績を見る事が可能(携帯版では最終プレイ場所・時刻等も参照可能)
マイランキング（携帯版のみ）
自分のマスターポイント・称号を確認可能（WEB版ではマイデータ内に表示される）
マイデッキ
登録したデッキ毎の戦績を見る事が可能
マイアルバム
ゲームで使用したカードを見る事が可能
アバター編集
服・アクセサリー等、装備品の購入・装着が可能
マイチーム
他のプレイヤーとチームを結成することが可能であり、ここでチームの新設及び既存チームへの加入ができる（加入の際にパスワードが必要となる場合がある）チームについては後述する。

### チーム
マイルーム機能の公開と同時にチームを結成することが可能となった。チームを結成することで以下のことが可能となる。
チームエンブレムの設定
チームマスターのみ設定可能。各勢力のエンブレムのほか、WEB版マイルームの機能を用いてオリジナルエンブレムの登録が可能である（縦48ピクセル×横48ピクセル、PNG形式（24bitフルカラー・透過使用可能））。
エンブレム争奪戦への参加
チームに加入しているプレイヤー同士が対戦した場合、勝ったプレイヤーが勝った証しとして負けたプレイヤーのチームのエンブレムを得ることができる（負けたプレイヤーのチームのエンブレムが無くなるわけではない（ただし、すでに勝ってエンブレムを奪ったことのあるチームと再戦して負けた場合は奪ったエンブレムは失われる）。勝ったプレイヤーの属するチームにコレクションとして勝ったチームのエンブレムを集めることができる）。
チームランキングへの参加

### PRカード
PRカードは、ゲームをプレイする以外の方法でしか手に入らない。これまで、以下の方法で入手できた。なお、PRカードのキャラクター・性能はゲームで排出されるものと同じであるが、イラストが違っている。（ゲーム上に表示されるカードイラストもPRカードのものに変更される（ただし、PR版マインドブレイカーカードについては変更されない）。なお、一部カードについてはキャラクターの声が排出版と異なるものもある。
- 「アクエリアンエイジSaga3 太陽の恵み」（全9種類のPRカードを1パック1枚、ランダムに封入）

このうち、特に3種類はレアカード扱いとなり封入率が低い。
- 「アクエリアンエイジSaga3 月光の秘儀」（全9種類のPRカードを1パック1枚、ランダムに封入）

このうち、特に3種類はレアカード扱いとなり封入率が低い。
また、上記レアカードは2007年6月の1stEXPANSIONより先行封入された。
- 東京国際アニメフェア2007 ブロッコリー物販ブースの購入者に配布。
- 月光の秘儀発売記念アクエリアンエイジ初心者講習会キャラバンの参加賞として配布。
- 雑誌「コミデジ+」Vol.7の付録として封入。
- 雑誌「GAME JAPAN」2007年7月号の付録として封入。
- CD「救世主〜メシア〜」の限定版に封入。
- 雑誌「電撃アーケード カードゲーム」Vol.3の付録として封入。

### イメージソング
「救世主〜メシア〜」
歌:富田麻帆
ゲームのオープニング（デモ）ムービーで使用されている。
CDには2007年1月に発売された富田麻帆のアルバム「M」に収録されたほか、同年4月25日にはシングルカットされ発売された。

### 設置店舗
稼動当初は、開発元であるタイトーの直営店舗が中心であった（ただし、タイトー直営店舗での設置は2008年3月で終了した）。

### 関連グッズ
カードケース（2007年4月より投入）
ゲームが設置されている店舗のクレーンゲーム機で手に入れることができる。全6種類で、表面にはそれぞれに勢力のイメージカラーとシンボルマーク、そしてイラストが施されている。中は仕切りが3枚あって、カードを整理することができる。1ボックスにつき50枚収納可能。
缶カードホルダー（2007年5月下旬より投入）
ゲームが設置されている店舗のクレーンゲーム機で手に入れることができる。全2種類で、ミニ6穴のバインダ方式。1個につき38枚収納可能。
どちらも、NESYSカードなどのICカードを収納することはできない。